# ابوزیان محمد دوم
ابوزیان محمد دوم (انگلیسی: Muhammad II ibn Faris of Morocco؛ ۱۳۳۸ – ۱۳۶۶) سلطان مرینیان مراکش در سال ۱۳۵۸ و همچنین از سال ۱۳۶۲ تا ۱۳۶۶ میلادی بود.